# Xabier Zaldua
Xabier Zaldua Marcen (Barañáin, Navarra, 19 de julio de 2001) conocido deportivamente como Xabier Zaldua es un futbolista español que juega como centrocampista. Actualmente forma parte del CD Calahorra de la Segunda División RFEF.

## Trayectoria deportiva
Formado en la bases del fútbol navarro, en 2005 el joven Zaldua dio sus primeros pasos en la SD Lagunak, club de fútbol de su natal Barañáin, donde permaneció por diez campañas. 
En 2015 pasaría a formar parte de la cantera del CD Pamplona por dos cursos, hasta que en verano de 2017 Zaldua se incorporaría al CD Izarra para su primer combinado U19 compitiendo en Liga Nacional Juvenil de España y con el que quedaría finalmente a un punto del ascenso a la categoría élite del fútbol juvenil español.
En su primer año como juvenil en la cantera del CD Izarra, el 25 de marzo de 2018, fue cuando Xabier hizo su debut en categoría nacional sénior con el primer equipo estellés, en el encuentro oficial de liga correspondiente a la jornada 31 del campeonato de Segunda División B de España midiéndose ante el Barakaldo CF. La campaña siguiente, aunque enfocado en el CD Izarra U19, estuvo alternando dinámica de entrenamientos con el primer equipo de Segunda División B y sería convocado en otra ocasión, con diecisiete años, esta vez en el encuentro de liga enfrentando al Deportivo Torrelavega.
Tras una campaña en las filas de la UD Multivera de División de Honor Juvenil de España, defendiendo ese año además a la Selección de fútbol de Navarra U18 en el Campeonato de España de selecciones,de cara a la temporada 20/21, aún con dieciocho años, se le presentó la oportunidad de embarcarse en el fútbol internacional firmando como profesional por el CE Carroi de la Primera División de Andorra, siendo integrante del cuadro morado, club revelación de la primera vuelta de liga y tratándose además del futbolista español más joven y con más minutos disputados esa campaña en la máxima categoría del fútbol andorrano.
El 18 de junio de 2021 se anunciaría de forma oficial el fichaje de Xabier Zaldua por el CD Izarra de cara a la campaña 2021/2022 en la nueva categoría de Segunda División RFEF

## Carrera deportiva

### Clubes
| Club             | País    | Año               |
| ---------------- | ------- | ----------------- |
| CD Izarra U19    | España  | 2017 - 2019       |
| CD Izarra        | España  | 2018              |
| UD Multivera U19 | España  | 2019 – 2020       |
| CE Carroi        | Andorra | 2020 - 2021       |
| CD Izarra        | España  | 2021 - Actualidad |